# Smiljan
Smiljan falu Horvátországban Lika-Zengg megyében. Közigazgatásilag Gospićhoz tartozik.

## Fekvése
Gospićtól légvonalban 5 km-re közúton 5 km-re északnyugatra, a Lika középső részén található karsztmező nyugati részén a 773 méter magas Krčmar nevű hegy alatt fekszik. Tizennyolc kis szétszórt házcsoportból tevődik össze, melyek egy része az itt élő családok nevét viseli (Baćinac, Bogdanić, Čovini, Debelo Brdo, Dražica, Kolakovica, Kovačevići, Ljutača, Milkovića Varoš, Miljača, Miškulin Brdo, Podkrčmar, Rasovača, Rastoka, Rosulje, Smiljan, Smiljansko Polje, Vaganac). Neve a feltételezések szerint az egykor itt gyakori homoki szalmagyopár (horvátul: smilje) nevéből származik.

## Története
Területe már a középső bronzkorban az i. e. 16. században is lakott volt. Első ismert lakói az illírek egyik törzse a japodok voltak. Területén a Bogdanić, Smiljan és Krčmar nevű magaslatokon a bronzkorban három erődített település, mellette pedig temető volt, ahol 22, mellékletekben gazdag sírt tártak fel. Ez a terület a középkorban 16. századig a bužinai (buzsáni) zsupánsághoz tartozott. A középkorban területén több templom is állt. A Szent Mária Magdolna templom 1185-ben épült. 1411-ben a templomot és a mellette levő ispotályt a hozzá tartozó birtokokkal a Kurjaković grófok a szerzeteseknek ajándékozták. Az ispotály menedéket nyújtott az erre átutazóknak és kereskedőknek akik többnyire a mai Pazarište területén fekvő egykori Tržić piacára igyekeztek. A templomot 1535-ben felégette a török. Több latin nyelvű glagolita betűs sírkőlap és kőtöredék maradt belőle, melyek a 12–14. századból származtak és amelyeket később megtaláltak. A smiljani temető bejáratánál is található egy ilyen faragott kőtöredék bevésett kereszttel és az 1464-es évszámmal. Másik középkori temploma a mali vekavaci Szent Nedelja templom volt, míg a harmadik a Bogdanić dombtól keletre volt. További templomok voltak Obljajacnál Rastokán és Selištén, vagy Krčmaron, melyekről még 1850-ben tett említést Jure Kovačević smiljani plébános. Ugyanő említi Kolakovica egykori templomát is. A ma önálló bužimi és trnovaci plébániák egykor szintén Smiljanhoz tartoztak.
Smiljan első írásos említése egy 1504. december 6-án kelt oklevélből származik. 1527-ben a vidék több mint százötven évre török megszállás alá került, lakossága elmenekült. 1686-ra a terület felszabadult a török uralom alól és a szabaddá vált területre Jerko Rukavina razanaci és Dujam Kovačević vinjeraci kenézek vezetésével még 1683-ban Karlobag vidékére telepedett bunyevácokat telepítettek le itt négy faluba (Brušane, Trnovac, Smiljan és Bužim). Az újonnan érkezettek a likai határőrezredhez, 1765-től az otocsáni ezredhez, azon belül a smiljani századhoz tartoztak. 1691-ben az ide érkezett hét bunyevác család fából épített templomot, melyről Marko Mesić likai pap, misszionárius tesz említést. Ezt 1707-ben faragott kövekből épített templomra cserélték fel, melynek köveit a középkori Szent Mária Magdolna templom romjaiból szállították ide. A templomot 1708-ban már plébániatemplomként említik. A templomot 1723-ban szentelte fel Pahmajević püspök. Oltárán a Kármelhegyi Boldogasszony képe volt látható. 1752-ben a smiljani plébániának 862 híve volt. A régi templom azonban 1862 karácsonyán egy gyertyától keletkezett tűzben leégett. A mai plébániatemplom építéséhez 1859-ben kezdtek hozzá és 1864-re készült el és az év augusztus 17-én szentelte fel Vjenceslav Šoić püspök. A katonai határőrvidék megszüntetése után 1873-ban a települést integrálták a polgári közigazgatásba. A falunak 1857-ben 2090, 1910-ben 1162 lakosa volt. A trianoni békeszerződés előtt Lika-Korbava vármegye Gospići járásához tartozott. Ezt követően előbb a Szerb-Horvát-Szlovén Királyság, majd Jugoszlávia része lett. A II. világháború idején a falut partizánok foglalták el, a katolikus templomot súlyos károk érték és az ortodox templom is leégett. 1941-ben az usztasák terrorjának 117 szerb nemzetiségű helyi lakos esett áldozatul. A mészárlás helyét emlékmű jelölte, ezt azonban eltávolították, ma egy jelzés nélküli tábla található a helyén. 1991-ben lakosságának 94 százaléka horvát volt, a szerbek száma alig több, mint 3 százalékot tett ki. 1991-ben a független Horvátország része lett. A falunak 2011-ben 417 lakosa volt.

## Lakosság
| Lakosság változása | Lakosság változása | Lakosság változása | Lakosság változása | Lakosság változása | Lakosság változása | Lakosság változása | Lakosság változása | Lakosság változása | Lakosság változása | Lakosság változása | Lakosság változása | Lakosság változása | Lakosság változása | Lakosság változása | Lakosság változása |
| ------------------ | ------------------ | ------------------ | ------------------ | ------------------ | ------------------ | ------------------ | ------------------ | ------------------ | ------------------ | ------------------ | ------------------ | ------------------ | ------------------ | ------------------ | ------------------ |
| 1857               | 1869               | 1880               | 1890               | 1900               | 1910               | 1921               | 1931               | 1948               | 1953               | 1961               | 1971               | 1981               | 1991               | 2001               | 2011               |
| 2.090              | 2.365              | 1.973              | 1.222              | 1.283              | 1.162              | 1.127              | 1.068              | 747                | 818                | 835                | 761                | 605                | 555                | 446                | 417                |

## Nevezetességei
- Smiljan hírnevét nagy szülöttének Nikola Teslának minden idők egyik legjelentősebb és leghíresebb tudósának és feltalálójának köszönheti. Tesla az itt látható szépen felújított szülőházban, az egykori ortodox parókia épületében született 1856. július 10-én. Édesapja, Milutin Tesla európai műveltségű ortodox pap, édesanyja, Georgina (Đuka) Mandić szintén szerb lelkészi család sarja: egyik fivére, Petar a Tuzla-zvorniki Ortodox Egyházmegye metropolitája volt, míg másik testvére, Pavle (Paja) Mandić az Osztrák–Magyar Monarchia ezredeseként vonult nyugállományba. Tesla az itteni iskolában kezdte meg tanulmányait mielőtt Gospićba, majd később Károlyvárosba ment. Tiszteletére születésének 100. évfordulóján emlékközpontot hoztak létre. A szülőházat alapjaiban megújították, benne múzeumot rendeztek be. Az emlékközpont másik épülete az 1765-ben épített Szent Péter és Pál apostolok tiszteletére szentelt szerb ortodox templom. Az ortodox parókiához Bužin, Karlobag, Bogdanić, Ljutaća, Selište, Ponor és Rasovača falvak tartoztak. Közelükben egy konferenciaterem is található. Az épületek közül néhány a horvát honvédő háború során súlyos károkat szenvedett. 2006-ban Tesla születésének 150. évfordulója alkalmából az emlékközpontot újjáépítették és magas rangú horvát és szerb állami tisztségviselők jelenlétében felavatták.[6]
- A környező Bogdanić, Smiljan és Krčmar nevű magaslatokon a bronzkorban erődített települések álltak, melyek temetőit feltárták.
- Bogdanić – Crkvina középkori régészeti lelőhely, a Crkvina pod Bogdaniće nevű településrészen található. A régészeti lelőhely, amelynek neve a középkori templom lehetséges helyét jelzi, egy kissé kiemelkedő részen, a Bogdanić-domb keleti oldalán található, ahol Bogdanić középkori nemzetségi vára is állt. A próbaásatások 2016-ban kezdődtek itt meg, amelyek igazolták egy szakrális épület és a hozzá tartozó temető létezését. A szisztematikus régészeti kutatás két évada (2017 és 2018) teljes egészében feltárta a szakrális épületet. A templom mellett temető található. Eddig összesen 91 sírt tártak fel. A feltárások során nyilvánvalóvá vált, hogy a templom melletti területen sűrűbben temetkeztek, míg az épülettől való távolodással a temetkezések száma csökkent. Az eddig elvégzett régészeti kutatásoknak és a megtalált leleteknek megfelelően a szóban forgó régészeti lelőhely a középkorra, a 12. – 15. századra, esetleg a 16. század elejére datálható, azzal a lehetőséggel, hogy a temető már korábban is létezett.[7]
- A Kármelhegyi Boldogasszony katolikus plébániatemplom[8] 1859 és 1864 között épült. A templom bejárata feletti táblán ez olvasható: „Pod Franjom Josipom I. carom austrijskim i kraljem ugarskim i hrvatskim, državnim troškom i žrtvom puka smiljanskoga sagrađena bi ova župna crkva BD Marije od Karmela za Tome Jelčića mestnog župnika godine 1864.“ (Ez a Kármelhegyi Boldogasszony plébániatemplom I. Ferenc József osztrák császár, magyar és horvát király alatt, állami költségen és a smiljani nép áldozatából épült Tomo Jelčić helyi plébános idején 1864-ben). A sekrestye bejárata felett egy másik tábla olvasható, mely a templom felszenteléséről emlékezik meg. A templom főoltárán a Kármelhegyi Boldogasszony képe látható, adományozója Franjo Bach a Szeplőtelen fogantatás temetőkápolna építésvezetője volt. (A temetőkápolna 1863-ban épült.) Mellékoltárai Szent Anna és Páduai Szent Antal tiszteletére vannak szentelve. A II. világháború idején a templomot partizánok szállták meg súlyos károkat okozva benne, majd a háború után a hitélet sajnálatos hanyatlása miatt elhanyagolt állapotba került. Felújítása 1963-ban Josip Kapš plébános idejében kezdődött. Ugyanő építtette 1971-ben a rusuljei temető Jézus Szíve kápolnáját és 1976-ban a smiljansko poljei Keresztelő Szent János temetőkápolnát. Legutóbb a templom harangozásának villamosítása, új ablakok és ajtók beépítése és a kórusra vezető lépcső felújítása történt meg.[2]
- A Boldogságos Szűz Mária Szeplőtelen Fogantatásának tiszteletére szentelt temetőkápolna egyhajós épület, kissé keskenyebb háromoldalú szentéllyel és a főhomlokzat feletti harangdúccal. A kápolna 1863-ban épült egy régebbi leégett templom helyén. A kápolna küszöbe alatt, a régi templom padozatának szintjében, 1711-ből származó sír található. A kápolna felújításakor az 1980-as években két, a 10. századból származó fonatos díszítéssel ellátott kőtöredékeket találtak, amelyek jelenleg a gospići Lika Múzeum régészeti gyűjteményében láthatóak.[9]
- A Smiljan területén fekvő Čikini falucska közelében található található Crikvina régészeti lelőhelye kiemelkedő jelentőségű Lika középkori története szempontjából. Néhány történelmi forrás szerint itt egy Szent Mária Magdolna tiszteletére épített templomot szenteltek a tőle északra fekvő temetővel. A kőből épített templom északi sarkában ugyanezen források szerint több, a 12., 13. és 14. századból származó glagolita és latin feliratú síremlék található. A templomot a török uralom idején lerombolták, és a törökök kivonulása után az erről a helyről származó építőanyagot többek között arra használták, hogy a smiljani katolikus temetőben felépítsék a Kármelhegyi Boldogságos Szűz Mária tiszteletére szentelt kápolnát. Valószínűleg innen származnak azok a preromán, fonattal díszített kőtöredékek, amelyeket a smiljani katolikus temető kápolnájába építettek, és jelenleg a gospići Lika Múzeum lapidáriumában őriznek.[10]
- Az Otešica-patak felett ível át a Smiljan – Klanac út kőhídja. Ezen a helyen régen fahíd volt. A jelenlegi szabályosan faragott szürke mészkőből épült. A híd egynyílású, mely 14 métert ível át. A rajta áthaladó út szélessége 5 méter, a híd teljes szélessége 6 méter. A hidat egy tengermelléki építőipari vállalkozó, Karlo Antonić építette, az építés 1880-ban fejeződött be.[11]

## Híres emberek
- Nikola Tesla (1856-1943) tudós, feltaláló
- Ferdinand Kovačević (1838-1913) tudós, feltaláló, szakíró
- Ferdo Kovačević (1870-1927) festőművész, Ferdinand Kovačević fia
- Tomislav Tomljenović (1877-1945) ügyvéd politikus, Lika-Korbava vármegye főispánja, az utolsó horvát bán
- Kata Pejnović (1899-1966) politikus és forradalmár, a nők antifasiszta frontjának első elnöke
- Josip Čorak (1943) Európa-bajnok birkózó
- Ivan Devčić (1857-1908) tanár, történész
- Dragutin Franić (1864-1924) egyetemi tanár, szakíró
- Filip Franić (1856-1937) tábornok
- Ante Kovačević (1894-1975) tanár, író
- David Kovačević (19. század.) tiszt, gospići parancsnok, képviselő és mecénás
- David Kovačević ifj. (1864-1937) egyetemi tanár, szakíró
- Ivica Kovačević (1873-1953) ügyvéd, író és politikus, erdészeti és bányászati miniszter
- Edo Kovačević (1906-1993) festőművész
- Ante Milković (1917-1999) üzletember, az INA alapítója
- Mile Miškulin (1879-1952) ügyvéd, újságíró és politikus
- Vladimir Muljević, a Horvát Tudományos Akadémia tiszteletbeli tagja, a technikai tudományok doktora
- Jurica Pavelić (1947) üzletember, politikus, országgyűlési képviselő, a Horvát Köztársaság alelnöke
- Karlo Pavičić (1934) üzletember
- Grga Pejnović (1915-2002) egyetemi tanár, publicista
- Katica Prpić, építészmérnök, politikus
- Vjekoslav Prpić (1918-1989) újságíró, politikus és diplomata
- Grga Rupčić (1932) egyetemi tanár, író
- Luka Rupčić (1894-1980) egyetemi tanár, festőművész
- Ivan Stipac (1857-1918) tanár, költő, szakíró
- Ivan Šarić (1943) régész
- Ana Tomljenović (1938) üzletasszony, publicista
- Ante Uzelac (1943) üzletember
- Blaž Uzelac (1906-1985) villamosmérnök, tudós
- Milivoj Uzelac (1897-1977) festőművész
- Marija Vratarić szül. Milković (1939) európai hírű agrármérnök

## Galéria

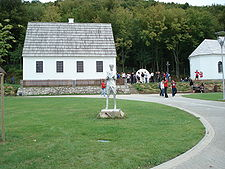
A Nikola Tesla emlékközpont.
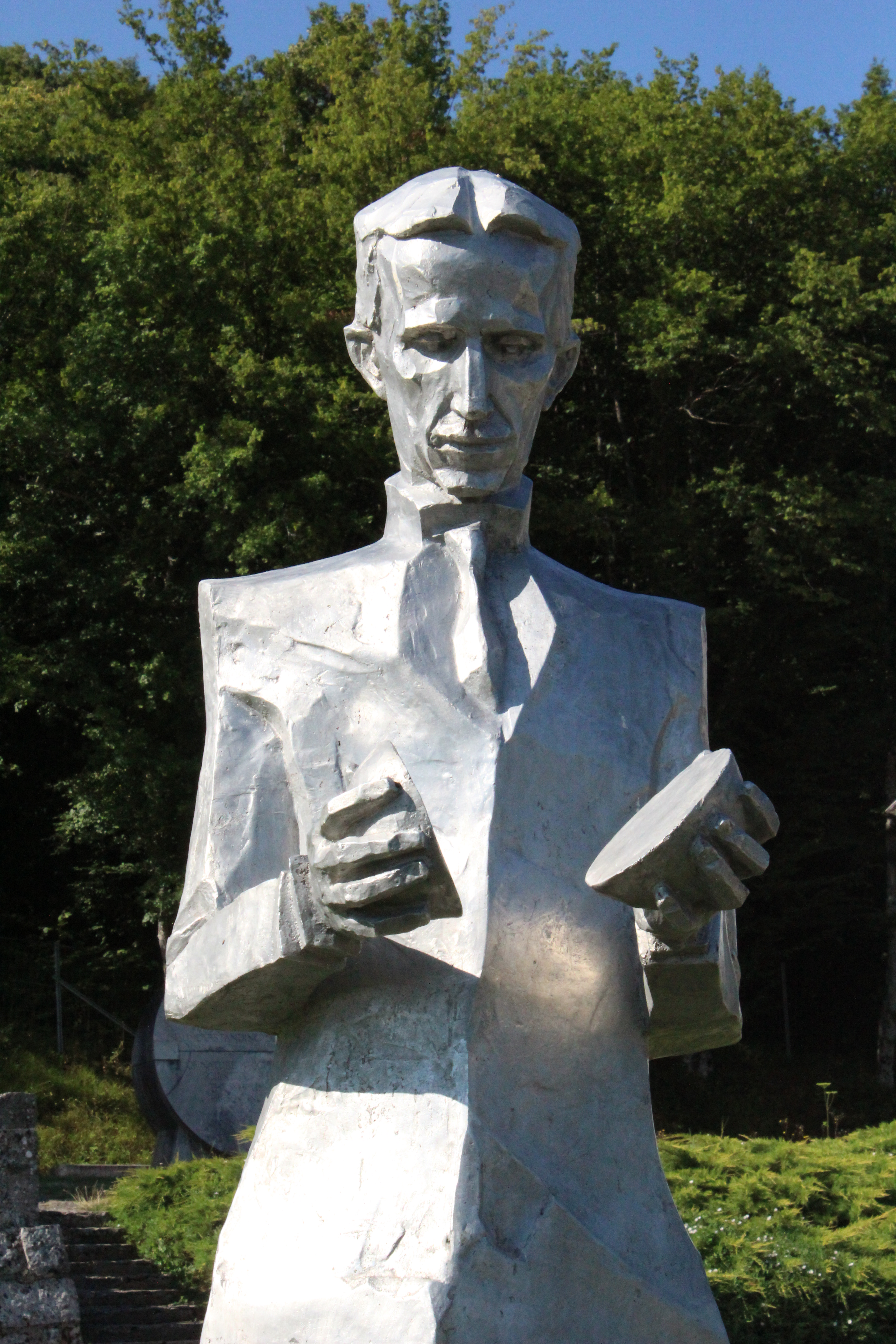
Tesla szobra szülőháza előtt.
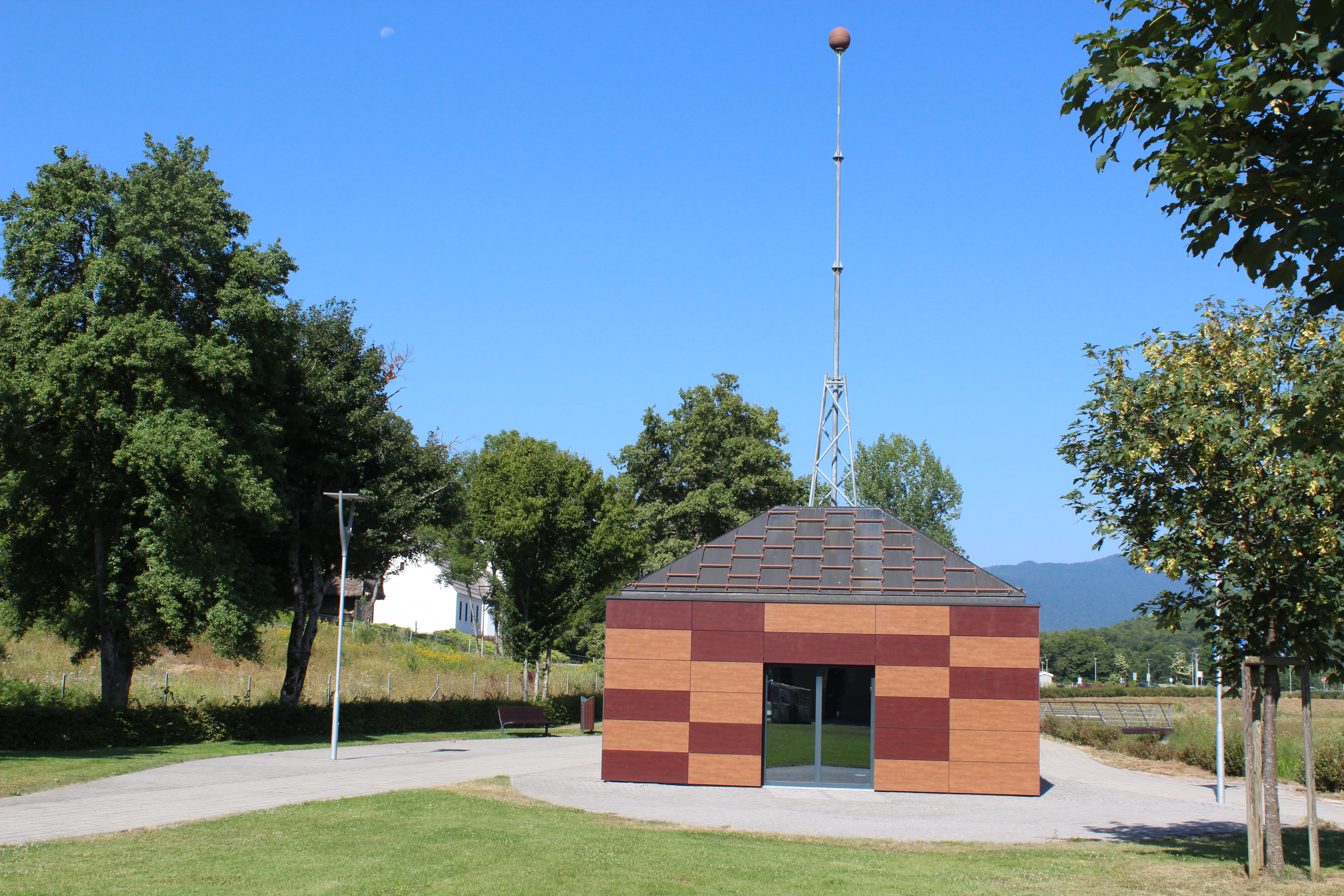
Az emlékközpont múzeumának egyik épülete.
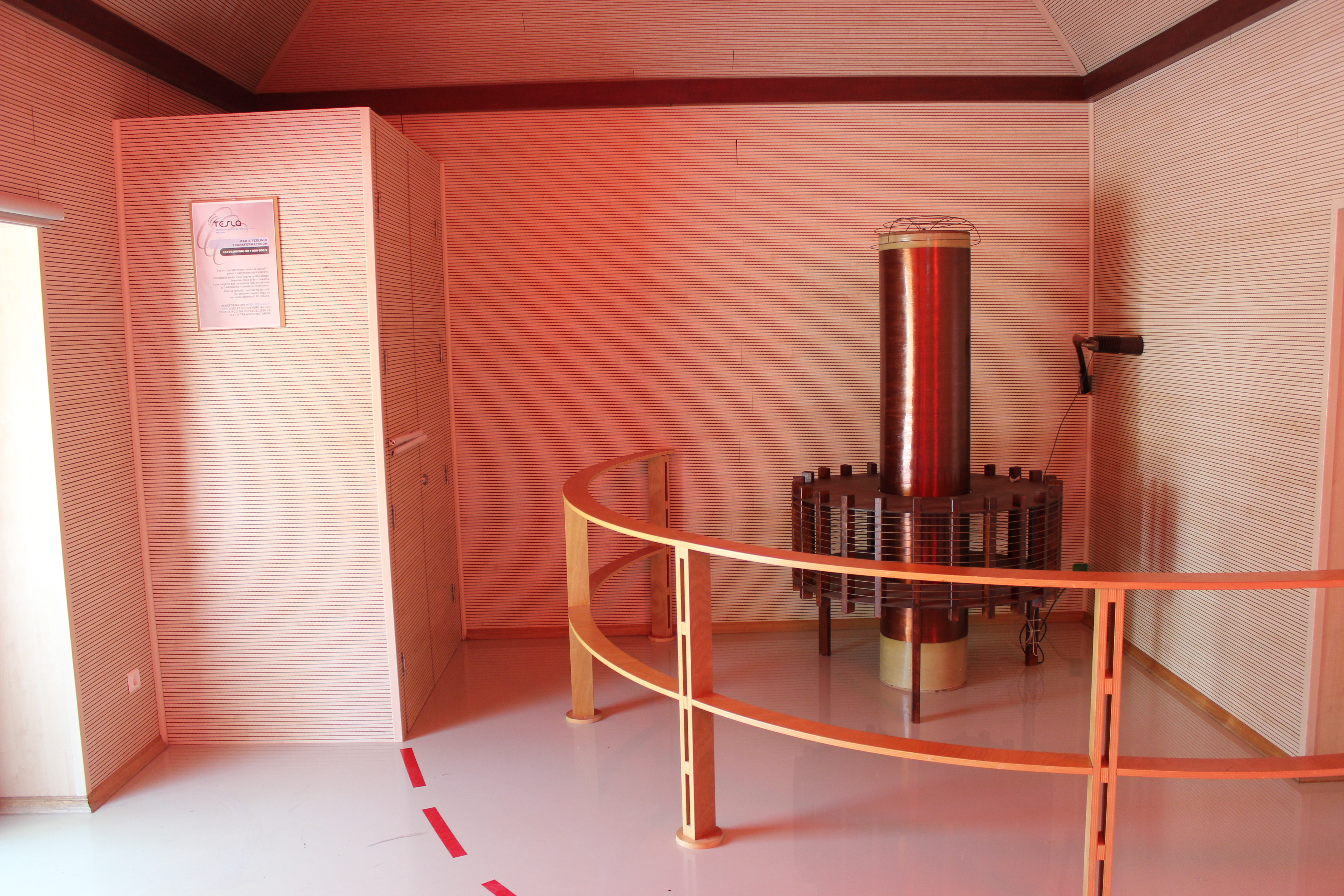
Tesla transzformátora a múzeumban.